# جاي باتلر رايت
جاي باتلر رايت (بالإنجليزية: J. Butler Wright)‏ هو دبلوماسي أمريكي، ولد في 18 أكتوبر 1877 في إيرفينغتون في الولايات المتحدة، وتوفي في 4 ديسمبر 1939.